# Castalia (Iowa)
Pour les articles homonymes, voir Castalia.
La ville américaine de Castalia est située dans le comté de Winneshiek, dans l’État de l’Iowa. Lors du recensement de 2010, sa population s’élevait à 173 habitants.